# Kleinpienzenau

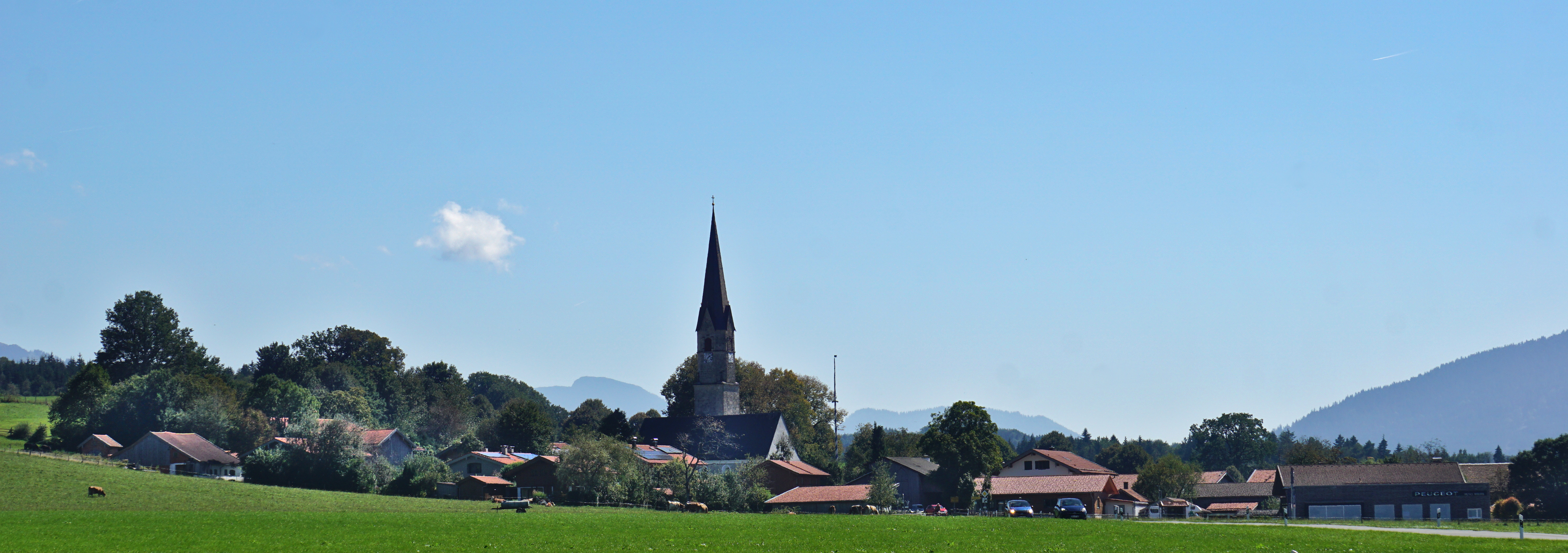
Dorfpanorama

Kleinpienzenau ist ein Gemeindeteil der Gemeinde Weyarn im oberbayerischen Landkreis Miesbach.

## Geographie
Das Kirchdorf Kleinpienzenau liegt südöstlich des Hauptortes Weyarn an der Kreisstraße MB17. Westlich des Ortes verläuft die Staatsstraße St 2073.

## Baudenkmäler

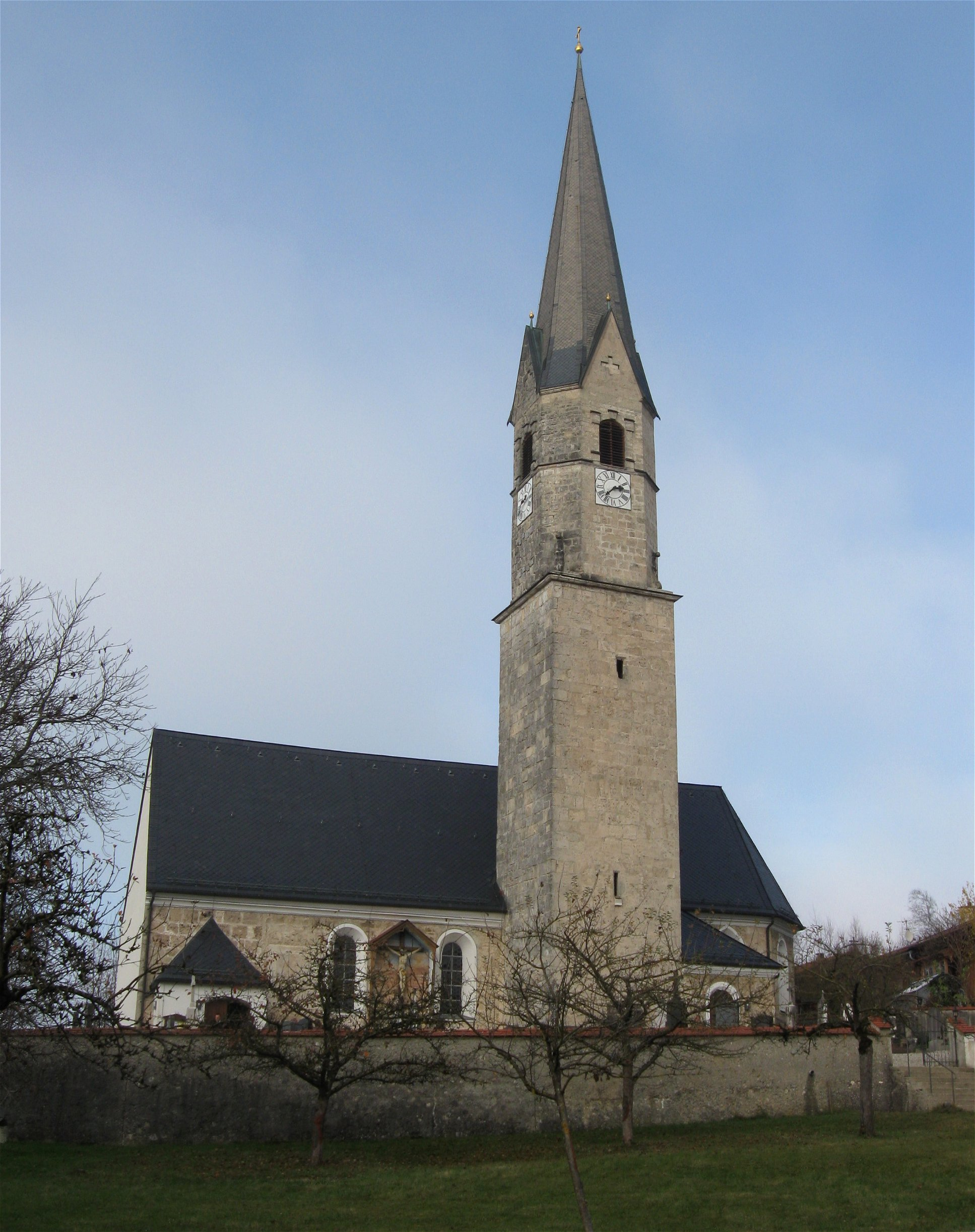
Filialkirche St. Georg (2011)

In der Liste der Baudenkmäler in Weyarn sind für Kleinpienzenau drei Baudenkmäler aufgeführt, darunter
- die katholische Filialkirche St. Georg, ein unverputzter Tuffquaderbau. Der Saalbau mit leicht eingezogenem Chor und Südturm wurde 1496 geweiht und 1766 barockisiert. Er erhielt seinen Turmoberbau Mitte des 19. Jahrhunderts.